# Chathamgräsfågel
Chathamgräsfågel (Poodytes rufescens) är en utdöd fågel i familjen gräsfåglar inom ordningen tättingar.

## Utbredning och status
Tidigare förekom den på Chathamöarna och sågs senast 1900. IUCN kategoriserar arten som utdöd.

## Systematik
Tidigare placerades arten i Megalurus DNA-studier visar dock att arterna inte är varandras närmaste släktingar, varför nyazeelandgräsfågeln numera istället placeras i Poodytes tillsmmans med flygräsfågel, spinifexgräsfågel, mindre gräsfågel och nyazeelandgräsfågeln.